# Сантана (Баия)
Вижте пояснителната страница за други значения на Сантана.
Сантана (на португалски: Santana) е град и община в Бразилия, щат Баия, мезорегион Крайно западна Баия, микрорегион Санта Мария да Витория. Според Бразилския институт по география и статистика през 2010 г. общината има 24 747 жители.